# Paskalahti (sjö, lat 60,29, long 21,96)
Paskalahti är en sjö i Finland. Den ligger i Nådendals stad i landskapet Egentliga Finland, i den sydvästra delen av landet, 160 km väster om huvudstaden Helsingfors. Paskalahti ligger 32 meter över havet. Den ligger på ön Aaslaluoto. Arean är 12,5 hektar och strandlinjen är 2,33 kilometer lång. Sjön  ingår i Norra Skärgårdshavets avrinningsområde. 